# Ciporang (Maleber)
Ciporang is een bestuurslaag in het regentschap Kuningan van de provincie West-Java, Indonesië. Ciporang telt 1872 inwoners (volkstelling 2010).